# Walter Adrián Jiménez
Walter Jiménez (Buenos Aires, Argentina; 29 de agosto de 1977) es un exfutbolista argentino. Su posición era mediocampista y su último equipo fue el Deportivo Irapuato del Ascenso MX.

## Trayectoria
Comenzó su carrera en El Porvenir, luego dio el salto a Club Atlético Platense en primera división, donde mostró buenas actuaciones. Con el equipo de Saavedra descendió en la temporada del año 99, donde jugó la temporada siguiente en el Nacional B.
Luego pasó a Instituto de Córdoba, nuevamente en primera división. Posteriormente y luego de una temporada paso a Banfield. 
En Banfield se lo recuerda con mucho afecto por su gran aporte futbolístico para que la entidad del sur no pierda la categoría y por su gran actuación en la goleada 5 a 0 de "El Taladro" sobre River Plate en donde "El Lorito" marco un verdadero golazo .
Llegó a los Tiburones Rojos del Veracruz en el 2003 en donde fue titular indiscutible y participó en prácticamente todos los partidos.
Tuvo un paso fugas por Jaguares de Chiapas en el 2006 y en ese mismo año llegó al Santos Laguna, club donde viviría una de sus mejor etapas como futbolista. Al principio le costó, pero con el tiempo se ganó a la gente de la comarca y con grandes actuaciones ayudó al equipo a ser campeón del Torneo Clausura 2008.
En 2010 regresa al fútbol argentino para jugar un torneo con Gimnasia y Esgrima La Plata, donde será dirigido por su excompañero en Banfield Diego Cocca, al final el "Lorito" paso sin pena ni gloria.
El 16 de diciembre de 2010 regresa al fútbol mexicano al ser fichado por el Puebla FC en donde estuvo 6 meses y al acabar se regresó a Argentina en busca de equipo.
Después de no encontrar equipo y estar sin jugar por seis meses el 26 de enero de 2012 por medio de su cuenta de Twitter anunció su retiro del fútbol, pero 4 días después el club que lo vio nacer como futbolista, El Porvenir, que se encontraba jugando en la Cuarta División de Argentina, le abrió las puertas para poder jugar con ellos y así rápidamente salió del retiro.
Para julio de 2012 se dio de nuevo su regreso a México, esta vez jugando con el Club Deportivo Irapuato en donde después de 1 año jugando el equipo fue vendido.
En julio de 2013 el "Lorito" anuncia su retiro definitivo del fútbol a pesar de tener ofertas de equipos argentinos como el Olimpo y el mismo Banfield ya que prefirió quedarse a vivir en Irapuato ya que a él y a su familia les gustó el lugar.
En agosto presentó su proyecto formativo llamado Centro de Formación "Lorito Jiménez 7" con el objetivo de forjar a las futuras estrellas del balompié.

## Clubes
| Club                    | País      | Año         |
| ----------------------- | --------- | ----------- |
| El Porvenir             | Argentina | 1995 - 1997 |
| Platense                | Argentina | 1997 - 2000 |
| Instituto               | Argentina | 2000 - 2001 |
| Banfield                | Argentina | 2001 - 2003 |
| Veracruz                | México    | 2003 - 2005 |
| Jaguares                | México    | 2006        |
| Santos Laguna           | México    | 2006 - 2010 |
| Gimnasia (LP)           | Argentina | 2010        |
| Puebla FC               | México    | 2011        |
| Club El Porvenir        | Argentina | 2012        |
| Club Deportivo Irapuato | México    | 2012 - 2013 |

## Palmarés

### Campeonatos nacionales
| Título          | Club          | País   | Año  |
| --------------- | ------------- | ------ | ---- |
| Torneo Clausura | Santos Laguna | México | 2008 |